# Тимелія-темнодзьоб золотиста
Тиме́лія-темнодзьо́б золотиста (Cyanoderma chrysaeum) — вид горобцеподібних птахів родини тимелієвих (Timaliidae). Мешкає в Південно-Східній Азії.

## Опис
Довжина птаха становить 10—12 см, вага 6—10 г. Голова золотисто-жовта, тім'я поцятковане вузькими чорними смужками. Крила оливково-зелені, нижня частина тіла жовта. На обличчі чорна "маска".

## Підвиди
Виділяють шість підвидів:
- C. c. chrysaeum (Blyth, 1844) — від східних Гімалаїв до північної М'янми і Південно-Західного Китаю;
- C. c. binghami (Rippon, 1904) — Північно-Східна Індія і західна М'янма;
- C. c. auratum (Meyer de Schauensee, 1938) — східна М'янма, північний Таїланд, південний Китай і північний Індокитай;
- C. c. assimile (Walden, 1875) — південно-східна М'янма і західний Таїланд;
- C. c. chrysops (Richmond, 1902) — Малайський півострів;
- C. c. frigidum (Hartlaub, 1865) — Суматра.

## Поширення і екологія
Золотисті тимелії-темнодзьоби мешкають в Непалі, Бутані, Індії, Бангладеш, М'янмі, Китаї, Таїланді, В'єтнамі, Лаосі, Малайзії та Індонезії. Вони живуть в густому підліску вологих рівнинних і гірських тропічних лісів і в чагарникових заростях. Живляться комахами і ягодами. Сезон розмноження триває з січня по липень.